# Északi-Gerecse
Északi-Gerecse este o arie protejată (arie specială de conservare — SAC, sit de importanță comunitară — SCI) din Ungaria întinsă pe o suprafață de 2.687,12 ha, integral pe uscat.

## Localizare
Centrul sitului Északi-Gerecse este situat la coordonatele 47°43′17″N 18°36′25″E / 47.721389°N 18.606944°E.

## Înființare
Situl Északi-Gerecse a fost declarat sit de importanță comunitară în mai 2004 pentru a proteja 5 specii de plante și 21 de specii de animale. Situl a fost protejat și ca arie specială de conservare în februarie 2010.

## Biodiversitate
Situată în ecoregiunea panonică, aria protejată conține 12 habitate naturale: Păduri panonice cu Quercus petraea și Carpinus betulus, Pajiști stepice subpanonice, Formațiuni de Juniperus communis pe lande sau pajiști calcaroase, Pajiști uscate seminaturale și facies de acoperire cu tufișuri pe substraturi calcaroase (Festuco-Brometalia) (* situri importante pentru orhidee), Stepe panonice nisipoase, Păduri de fag Asperulo-Fagetum, Păduri de fag din Europa Centrală dezvoltate pe sol calcaros cu Cephalanthero-Fagion, Păduri pe pante, grohotișuri și ravene de Tilio-Acerion, Păduri ilirice de stejar și carpen (Erythronio-Carpinion), Pajiști stepice panonice pe loess, Păduri panonice cu Quercus pubescens, Păduri panonice-balcanice de stejar turcesc - stejar sesil.
La baza desemnării sitului se află mai multe specii protejate:
- plante (5): Echium russicum, Ferula sadleriana, Himantoglossum caprinum, Iris humilis subsp. arenaria, sisinei (Pulsatilla grandis)
- amfibieni (1): buhai de baltă cu burta roșie (Bombina bombina)
- mamifere (10): liliac cârn (Barbastella barbastellus), liliac cu aripi lungi (Miniopterus schreibersii), liliac cu urechi mari (Myotis bechsteinii), liliac cu urechi de șoarece (Myotis blythii), liliac cărămiziu (Myotis emarginatus), liliac comun (Myotis myotis), liliacul mediteranean cu potcoavă (Rhinolophus euryale), liliacul mare cu potcoavă (Rhinolophus ferrumequinum), liliacul mic cu potcoavă (Rhinolophus hipposideros), popândău (Spermophilus citellus)
- nevertebrate (10): Carabus hungaricus, croitorul mare al stejarului (Cerambyx cerdo), Cucujus cinnaberinus, orthosia schmidtii (Dioszeghyana schmidtii), Euplagia quadripunctaria, Limoniscus violaceus, rădașcă (Lucanus cervus), fluturele purpuriu (Lycaena dispar), croitorul cenușiu al stejarului (Morimus funereus), Rosalia alpina

Pe lângă speciile protejate, pe teritoriul sitului au mai fost identificate 61 de specii de plante, 7 specii de păsări, 4 specii de mamifere, 3 specii de reptile.